# Гі (маркграф Тосканський)
Гі (також Гвідо) (†929) — маркграф Тосканський (915—929), син маркграфа Адальберта II. До 916 регентом була його мати Берта, дочка короля Лотарингії Лотара II.
Тримав двір у Мантуї. Був другим чоловіком Марозії, дочки римського патриція, від якої мав дочку Теодору або Берту. Оскільки інші діти не пережили його, престол спадкував його брат Ламберт.